# Акакий Нови
Свети Акакий Нови, както също Акакий Атонски, е православен светец и един от осемте светци на Тесалия. Роден е през 1630 г. в село Голица[източник? (Поискан днес)] (дн. Агиос Акакий), ном Кардица. Светското име на светеца е Анастасий. На 23-годишна възраст се посвещава на монашеския живот, напускайки родното си място. Установява се в манастира „Света Троица“ в Сурвея, Макриница, Пелион – основан от Дионисий Олимпийски. Отдавайки се исихазма, напуска Пелион, за да се установи в Атон. На Атон пребивава в манастирите Григориат и Дионисиат, а в последствие пребивава в района на скита „Преображение Господне“ през 1660 г., за да се установи окончателно през 1680 г. в района на днешния скит Кавсокаливия.
Той е посетен от Йерусалимският патриарх Хрисант, и от руския пътешественик Василий Барски – в скита му.
С течение на времето около светия старец Акакий се събират много монаси-отшелници, изразявайки доверие в неговите духовни преживявания и подчинявайки му се. Организирането на монашеската общност в скита от свети Акакий датира от 1700 г. Легенда за чудо, извърешно от Акакий се разпространява и дава нов тласък на растежа на скита, който е посветен от основателя си на Света Троица и така скоро е построена първия кириакон на скита. Свети Акакий доживява 100-годишна възраст, упокоявайки се в Мироносната неделя на 12 април 1730 г. Паметта му се почита на 12 април.